# Hamar Greenwood, 1:e viscount Greenwood
Hamar Greenwood, 1:e viscount Greenwood, född 7 februari 1870, död 10 september 1948, var en brittisk politiker.
Greenwood var militär, advokat, domare samt liberal medlem av underhuset 1906-1922, 1924-1929 medlem av underhuset för det konservativa partiet. Greenwood var parlamentssekreterare hos Winston Churchill och senare en av lord Derbys främsta medhjälpare vid rekryteringen under första världskriget. Han blev understatssekreterare i inrikesdepartementet 1919, parlamentssekreterare i sjöfartsdepartementet samma år, medlem av Privy Council 1920, och var chefssekreterare för Irland 1920-1922. Greenwood blev peer som baron Greenwood 1929 och upphöjd till viscount 1937.